# Amandine Miquel

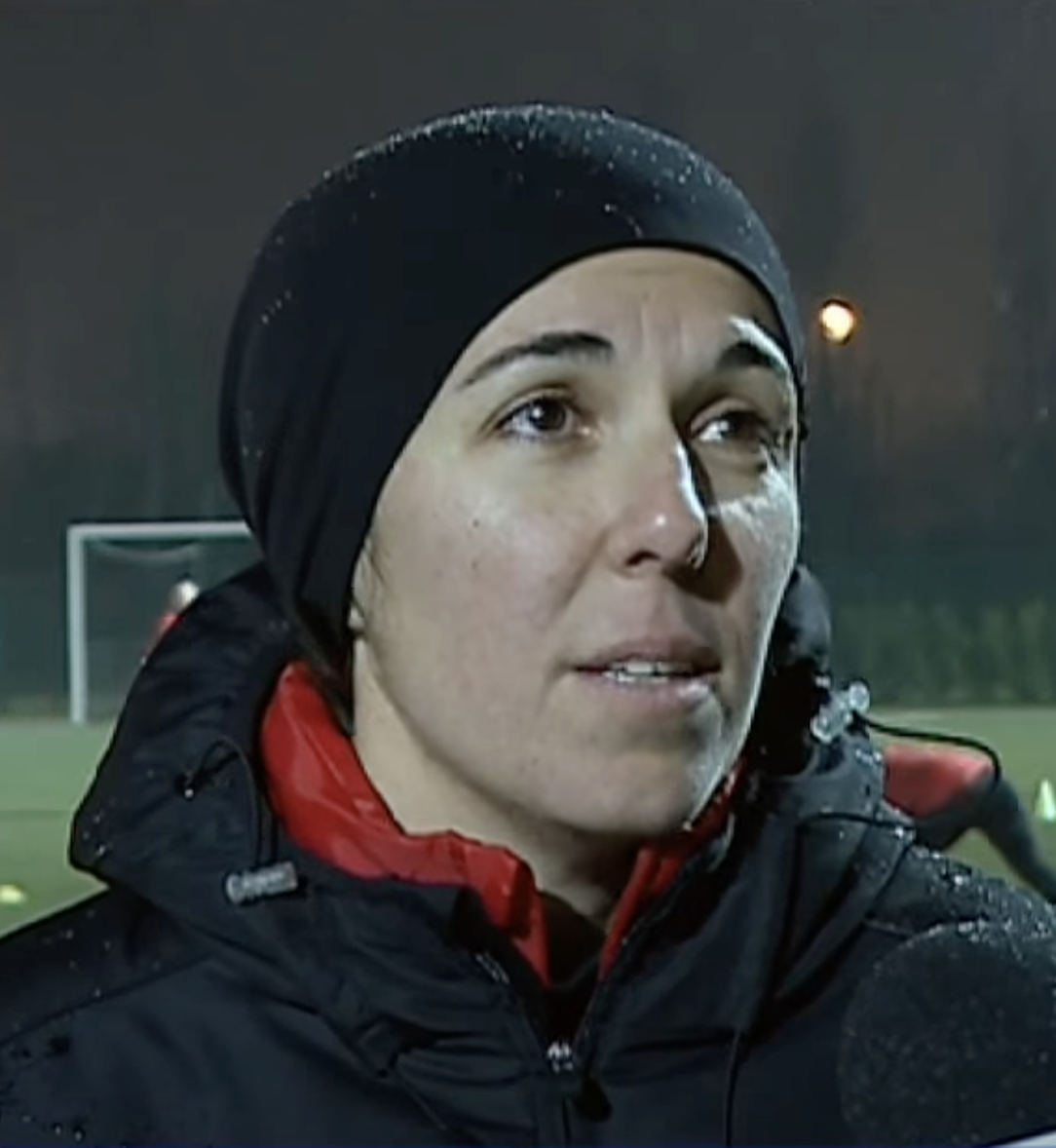
Amandine Miquel, 2017

Amandine Miquel (* 8. April 1984 in Bétheny) ist eine französische Fußballtrainerin.

## Leben und Laufbahn
Die in der Nähe von Reims geborene Amandine Miquel wuchs in einer Familie auf, deren Eltern ihre Berufstätigkeit als Lehrer bevorzugt im Ausland ausübten. Als Sechsjährige begann ihre Tochter in Mexiko mit dem Fußballspielen in gemischten Mannschaften, stand dabei meist im Tor oder spielte im Mittelfeld. Als sie zwölf Jahre alt war, zog sie mit ihren Eltern nach England und trat dem Chelsea Ladies FC bei. Dort spielte sie in der B-Jugend (U-17) unter anderem an der Seite von Fara Williams, Casey Stoney und Kelly Smith, gewann mit Chelsea 2001 sowohl den Landesmeister- als auch den Pokaltitel in dieser Altersklasse, ehe ihre Eltern, beruflich bedingt, erneut umzogen, diesmal nach Réunion.
Dort entschied Miquel sich nach kurzer Zeit, vorrangig als Trainerin arbeiten zu wollen. 2010 erwarb sie das Trainerdiplom und wurde für sämtliche Jahrgangsauswahlen bei männlicher und weiblicher Jugend auf La Réunion zuständig. 2011 machte der Fußballverband von Mayotte sie zur Beauftragten für den gesamten Frauenfußballbereich. 2014 kehrte sie in das französische Kernland zurück und trainierte nacheinander die Ligafrauschaften des FC Bergerac sowie ab 2015 von Chamois Niort, beide in der dritten Liga zuhause. Der Aufstieg gelang Amandine Miquel allerdings mit beiden Vereinen nicht. Bevor sie sich für Niort entschied, hatte sie auch ein Angebot, im Trainerstab des auvergnatischen Regionalverbands der Fédération Française de Football zu arbeiten.
Ab dem Jahresbeginn 2017 überantwortete der Frauen-Zweitligist Stade Reims ihr die Positionen als Cheftrainerin des Ligateams und zugleich als Koordinatorin seiner gesamten, erst 2014 wiedergegründeten Frauenfußballabteilung. Auf diese Weise kehrte sie in ihre Geburtsstadt zurück, wo der Verein seit 2014 sein Nachwuchs- und Trainingszentrum unterhält. Die von ihr betreuten Rot-Weißen aus der Champagne belegten in der Abschlusstabelle ihrer Gruppe 2017 den fünften, 2018 den zweiten Platz und stiegen im Sommer 2019 als Gruppensieger und Meister in die Division 1 Féminine auf. Amandine Miquel erhielt daraufhin von der französischen Trainervereinigung UNECATEF die Auszeichnung als Trainerin des Jahres.
Zu den Maximen ihrer Tätigkeit gehört die Überzeugung, dass Mannschaften harmonisch zusammenwachsen müssen. Deshalb hatte sie bereits in Niort darauf bestanden, mit den Frauen nicht nur für ein Jahr arbeiten zu können. Und auf die Frage, ob sie es bedauere, mit Reims 2018 nur Zweiter geworden und nicht schon da aufgestiegen zu sein, antwortete Amandine Miquel: „Ganz und gar nicht. Wir waren noch nicht so weit …, sondern brauchten noch ein Jahr in der D2, um unser Spielsystem zu stabilisieren.“
Nach mehr als sieben überaus erfolgreichen Jahren in Reims, in denen sie die Rot-Weißen in der höchsten Spielklasse nicht nur zu einer festen Größe gemacht, sondern zuletzt sogar als einen Champions-League-Anwärter installiert hatte, zog es Miquel 2024 zu einer neuen Aufgabe. In der FA Women’s Super League übernahm sie die Manager-Position bei Leicester City WFC, wobei ihr ein Teil ihres Trainerstabs und mehrere Spielerinnen (Noémie Mouchon, Shana Chossenotte) nach England folgten.